# Alejandro Fadel
Alejandro Fadel (Tunuyán, Mendoza; 1 de gener de 1981) és un director de cinema, guionista i productor argentí,

## Biografia
Nascut de pares agricultors. Va estudiar a la Universidad del Cine (FUC) de San Telmo a la ciutat de Buenos Aires.
El 2004, va compartir escriptura i direcció del seu primer llargmetratge El amor - primera parte amb Martín Mauregui, Santiago Mitre i Juan Schnitman.
El 2008 va exercir de guionista a les pel·lícules de Pablo Trapero com Leonera, Carancho (2010), La vida nueva (2011) i Elefante blanco (2012).
El 2012, com a guionista i director, va presentar la seva primera pel·lícula western Los salvajes en preestrena a la Setmana de la Crítica del 65è Festival Internacional de Cinema de Canes.
L'hivern de 2017 va dirigir la seva segona pel·lícula de terror Muere, monstruo, muere a la vall d'Uco. a la província de Mendoza al mig dels Andes a l'Argentina. La pel·lícula va ser seleccionada per a participar al 71è Festival Internacional de Cinema de Canes en la secció Un Certain Regard.
El 2018, va escriure amb Martín Mauregui per a la pel·lícula dramàtica Pickpockets: Maestros del robo de Peter Webber.

## Filmografia
Intèrpret
- Castro  (2009)	...	Extra organización
- Moreno 342 (curtmetratge	2002)
- La familia Peterson (curtmetratge	1999)

Director
- El elemento enigmático (migmetratge 2020)
- Muere, monstruo, muere (2018)
- Gallo rojo (curtmetratge 2016)
- Los salvajes (2012)
- El amor (primera parte) (2004)
- Bolero (curtmetratge 2002)
- Felipe (curtmetratge 2002)
- Moreno 342 (curtmetratge	2002)
- Sábado a la noche, domingo a la mañana (curtmetratge	2002)
- ¿Qué hacemos con Pablito?  (curtmetratge	 2000)
- La familia Peterson (curtmetratge	1999)

Assistent de Direcció
- Historias extraordinarias  (2008)
- La muerte de Ricardo Lee (curtmetratge	2001)

Guionista
- El elemento enigmático (migmetratge 2020)
- Los salvajes  (2012)
- Elefante blanco  (2012)
- La vida nueva (2011)
- Nómade (curtmetratge 2010)
- Carancho (2009)
- Sábado a la noche, domingo a la mañana (curtmetratge	2002)
- Leonera  (2008)
- El amor (primera parte)  (2004)
- Bolero (curtmetratge 2002)
- Felipe (curtmetratge 2002)
- Moreno 342 (curtmetratge	2002)
- Sábado a la noche, domingo a la mañana (curtmetratge	2002)
- ¿Qué hacemos con Pablito?  (curtmetratge	 2000)
- La familia Peterson (curtmetratge	1999)

Producció
- Muere, monstruo, muere  (2018)
- Los salvajes  (2012)
- Felipe (curtmetratge 2002)

Productor associat
- Muere, monstruo, muere  (2018)
- Los salvajes  (2012)

Muntatge
- Felipe (curtmetratge 2002)
- Moreno 342 (curtmetratge	2002)

## Premis
- Festival de Cinema Llatinoamericà de Lima 2008: Millor guió per Leonera de Pablo Trapero
- 65è Festival Internacional de Cinema de Canes - Secció “Semana de la Crítica”: suport ACID/CCAS per a la distribució de Los salvajes
- Festival Internacional de Cinema de Friburg de 2013: Premi Especial del Jurat per Plantilla:Langue
- Festival Internacional de Cinema de Mar del Plata de 2018: Millor música de la pel·lícula Muere, monstruo, muere
- LI Festival Internacional de Cinema Fantàstic de Catalunya, Premi Blood Window per Muere, monstruo, muere[7]